# Arytropteris
Arytropteris is een geslacht van rechtvleugeligen uit de familie sabelsprinkhanen (Tettigoniidae). De wetenschappelijke naam van dit geslacht is voor het eerst geldig gepubliceerd in 1874 door Herman.

## Soorten
Het geslacht Arytropteris omvat de volgende soorten:
- Arytropteris basalis Walker, 1869
- Arytropteris granulithorax Péringuey, 1916
- Arytropteris pondo Rentz, 1988